# Ursula Gärtner (Philologin)
Ursula Anne Elisabeth Gärtner (* 7. Januar 1965 in Heidelberg) ist eine deutsche Altphilologin.

## Leben
Ursula Gärtner studierte ab 1984 Evangelische Theologie, Klassische Philologie, Mittellatein und Hebräisch an den Universitäten Heidelberg, Freiburg, Basel und an der University of Pittsburgh. 1993 wurde sie mit einer Arbeit zum Thema „Gehalt und Funktion der Gleichnisse bei Valerius Flaccus“ bei Eckard Lefèvre an der Universität Freiburg promoviert.
Von 1993 bis 2001 arbeitete sie als Wissenschaftliche Mitarbeiterin, Assistentin und Oberassistentin am Lehrstuhl Latinistik von Ekkehard Stärk des Instituts für Klassische Philologie der Universität Leipzig. 2001 habilitierte sie sich in Leipzig zu den Posthomerica des Quintus Smyrnaeus. Nach Lehrstuhlvertretungen an den Universitäten Mainz und Potsdam wurde sie 2002 auf die Professur für Klassische Philologie an die Universität Potsdam berufen. 2016 folgte sie dem Ruf auf den Lehrstuhl für Klassische Philologie/Latinistik an der Universität Graz.
Von 2004 bis 2009 war Ursula Gärtner Studiendekanin der Philosophischen Fakultät an der Universität Potsdam, 2005 bis 2009 wirkte sie im Vorstand der Mommsen-Gesellschaft mit, 2005 bis 2016 war sie stellvertretende Vorsitzende des Landesverbandes Berlin und Brandenburg im Deutschen Altphilologenverband (DAV). An der Universität Graz leitet sie das Institut für Antike. Seit 2018 ist sie Vorsitzende der Humanistischen Gesellschaft für die Steiermark.
Ursula Gärtner hat zur antiken Bildersprache und zum kaiserzeitlichen Epos gearbeitet und war an Sammelbänden u. a. zu Kontextkonzepten und Autorbildern beteiligt. Ihr Hauptforschungsgebiet, auf dem sie zahlreiche fachwissenschaftliche Werke, darunter einen Kommentar zu den Fabulae Aesopica des Phaedrus, vorgelegt hat, ist die antike Fabel und damit verwandte Gebiete. Sie engagiert sich sehr für die Vermittlung antiker Literatur und Kultur von der Universität an die Schule, u. a. mit den von der Robert Bosch Stiftung geförderten "Brandenburger AntikeDenkwerken (BrAnD)", dem "Grazer Repositorium antiker Fabeln (GRaF)" und dem Projekt "SISTE VIATOR. Latein auf Stein 2.0. Lateinische Inschriften für digitales und außerschulisches Lernen".
Ursula Gärtner ist die Tochter des Altphilologen Hans Armin Gärtner.

## Schriften
- Gehalt und Funktion der Gleichnisse bei Valerius Flaccus (= Hermes Einzelschriften. Band 67). Franz Steiner, Stuttgart 1994, ISBN 3-515-06553-9.
- Quintus Smyrnaeus und die Aeneis. Zur Nachwirkung Vergils in der griechischen Literatur der Kaiserzeit (= Zetemata. Heft 123). C.H. Beck, München 2005, ISBN 3-406-53133-4.
- Quintus von Smyrna. Der Untergang Trojas. Band I & II. Griechisch und deutsch. Herausgegeben, übersetzt und kommentiert von Ursula Gärtner (Edition Antike). Wissenschaftliche Buchgesellschaft, Darmstadt 2010, ISBN 978-3-534-25343-2.
- Phaedrus. Ein Interpretationskommentar zum ersten Buch der Fabeln (= Zetemata. Heft 149). C.H. Beck, München 2015, ISBN 978-3-406-67363-4.
- Phaedrus. Ein Interpretationskommentar zum zweiten und dritten Buch der Fabeln (= Zetemata. Heft 157). C. H. Beck, München 2021, ISBN 978-3-406-76669-5.

Als Herausgeberin betreute Gärtner die ersten beiden Bände der Leipziger Studien zur klassischen Philologie sowie die Potsdamer Lateintage.